# Дьюк, Уинстон
Уинстон Дьюк (англ. Winston Duke; род. 15 ноября 1986, Тобаго, Тринидад и Тобаго) — американский актёр, Он известен своей ролью М’Баку в фильмах «Чёрная пантера», «Мстители: Война бесконечности» и «Мстители: Финал» (2019).

## Ранние годы
Дьюк родился в Тобаго, Тринидад и Тобаго и переехал в Соединённые Штаты Америки вместе со своей матерью Корой Пантин и сестрой, когда ему было девять лет. В 2004 году он окончил среднюю школу Брайтона в Рочестере, Нью-Йорк.

## Карьера
Он начал выступать в театральных постановках для Portland Stage Company и Yale Repertory Theatre перед тем, как появиться в сериале «В поле зрения». В Йеле он подружился с Лупитой Нионго, с которой он сыграл в фильме «Чёрная пантера». Уинстон вернулся в свой родной Тринидад и Тобаго в 2012 году для театрального производства фильма «Эхо в костях» в главной роли с актрисой Тароми Лурдес Джозеф, а режиссёром стала выпускница Йела, Тиммия Херн Фельдман.

## Фильмография
| Год       |   | Русское название                    | Оригинальное название             | Роль          |
| --------- | - | ----------------------------------- | --------------------------------- | ------------- |
| 2014      | с | Закон и порядок: Специальный корпус | Law & Order: Special Victims Unit | Седрик Джонс  |
| 2014—2015 | с | В поле зрения                       | Person of Interest                | Доминик       |
| 2015      | с | Посланники                          | The Messengers                    | Захир         |
| 2015      | с | Особо тяжкие преступления           | Major Crimes                      | Кёртис Тёрнер |
| 2016      | с | Американская семейка                | Modern Family                     | Дуайт         |
| 2018      | ф | Чёрная пантера                      | Black Panther                     | М'Баку        |
| 2018      | ф | Мстители: Война бесконечности       | Avengers: Infinity War            | М'Баку        |
| 2019      | ф | Мы                                  | Us                                | Гейб Уилсон   |
| 2019      | ф | Мстители: Финал                     | Avengers: Endgame                 | М'Баку        |
| 2020      | ф | Правосудие Спенсера                 | Spenser Confidential              | Хоук          |
| 2020      | ф | Девять дней                         | Nine Days                         | Уилл          |
| 2022      | ф | Чёрная пантера: Ваканда навеки      | Black Panther: Wakanda Forever    | М’Баку        |
| 2024      | ф | Каскадёры                           | The Fall Guy                      | Дэн Такер     |
| 2026      | ф | Мстители: Судный день               | Avengers: Doomsday                | М’Баку        |